# Gerda Sutton
Gerda Sutton est une artiste peintre d'origine anglaise, naturalisée française en 1995, née Gerda Madgwick à Bedford (Grande-Bretagne) le 3 avril 1923 et morte à Paris 18e le 30 septembre 2005.
Après des études scientifiques, elle commence par travailler dans la recherche atomique, d'abord à Montréal (Canada), puis à Harwell (Grande-Bretagne).
En 1955, elle rompt avec cette activité et s'installe en France, où elle se consacre entièrement à la peinture. Elle entre dans l'Académie André Lhote (1885-1962), où elle côtoie des artistes comme William Klein ou Henri Cartier-Bresson.
Elle a deux enfants, la comédienne Jenny Arasse (auteur sous le nom de Toni Leicester) et Peter Lester (décédé le 19 mars 2012).